# Henri Osti
Heinrich (Henri) Ferdinand Friedrich Osti, född 19 mars 1826 i Berlin, död 3 december 1914 i Uppsala, var en fotograf verksam i Stockholm och i Uppsala. 

## Biografi
Vid 26 års ålder emigrerade Osti från Tyskland till Sverige, och började sin fotografiska bana i Stockholm 1856. 1859 besökte han Uppsala som fotograf, och året därpå öppnade han ateljé på Kungsgatan i Uppsala (först på Kungsgatan 4, men från början av 1870-talet på Kungsgatan 53, och senare på Kungsgatan 57 i kvarteret Svava). Där var han verksam ända till sin död 1914, sånär som en kort tid 1864–1866 då han hade ateljé i Stockholm. Uppsalas framstående familjer lät fotografera sig i Ostis ateljé, han var inte Uppsalas mest produktive fotograf men väl den mest ansedde, och vann medaljer vid världsutställningarna i Wien 1873 och 1875, Uppsala läns hushållningssällskaps medalj 1874, i Philadelphia 1876 och Paris 1878. På vintrarna fick man vänta minst ett par veckor på fotograferingen eftersom Osti endast kunde fotografera på förmiddagarna på grund av vinterhalvårets dåliga ljus.
Osti var inte enbart verksam i ateljén; han tog också unika exteriörbilder på framför allt staden Uppsala.
Henri Osti ligger begravd på Uppsala gamla kyrkogård.

## Fotosamling
1929 köpte Upplands fornminnesförening in Henri Ostis unika samling som omfattar cirka 16 000 kollodiumnegativ och andra glasnegativ från hans änka Emma Osti. Samlingen deponerades på Uppsala universitetsbibliotek och där finns fortfarande porträtten kvar. Nästan 800 glasnegativ med topografiska motiv från 1860-talet – 1914 finns idag i Upplandsmuseets samlingar.

## Bildgalleri

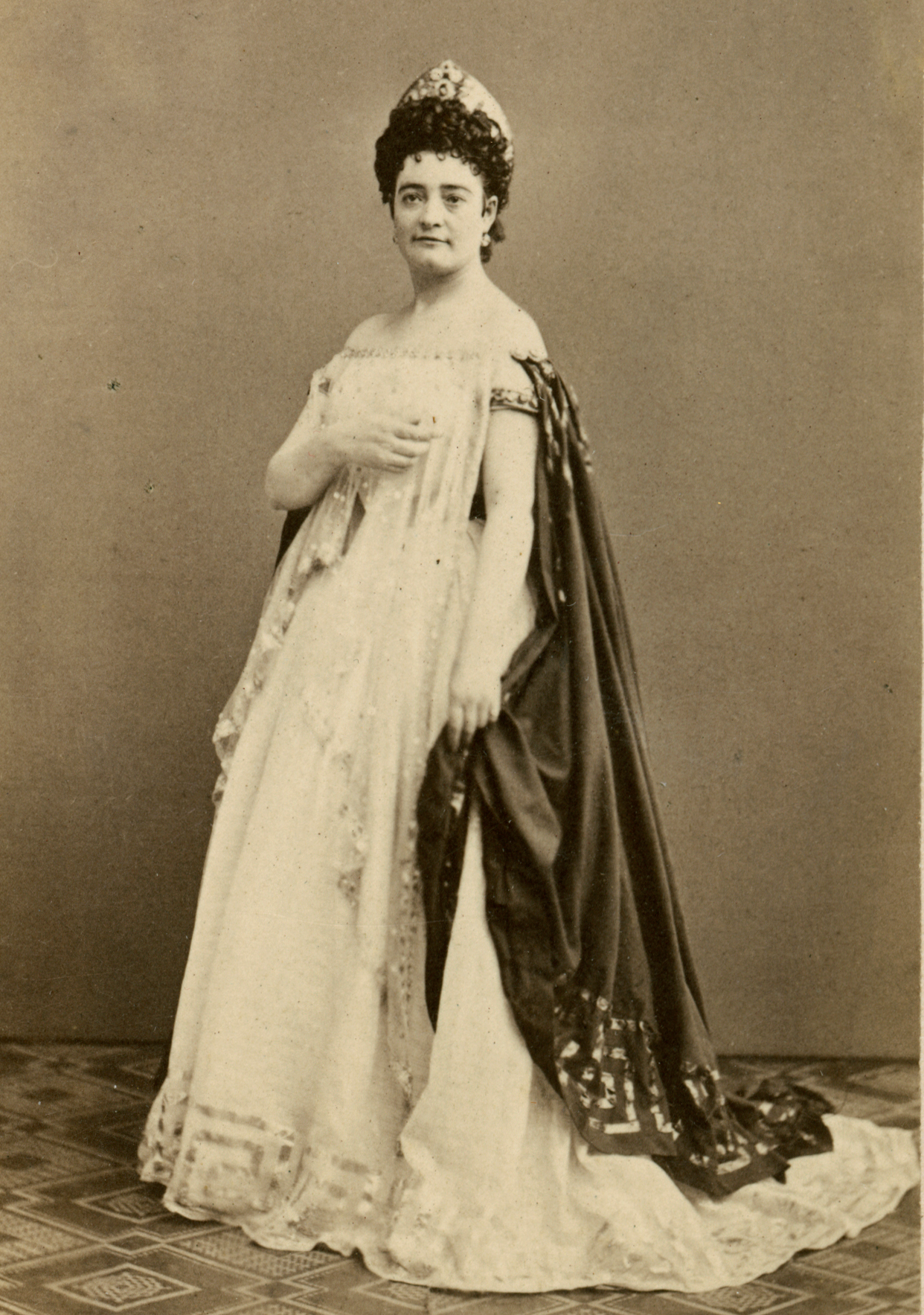
Rollporträtt av Charlotta Strandberg som Den sköna Helena på Dramaten 1865.
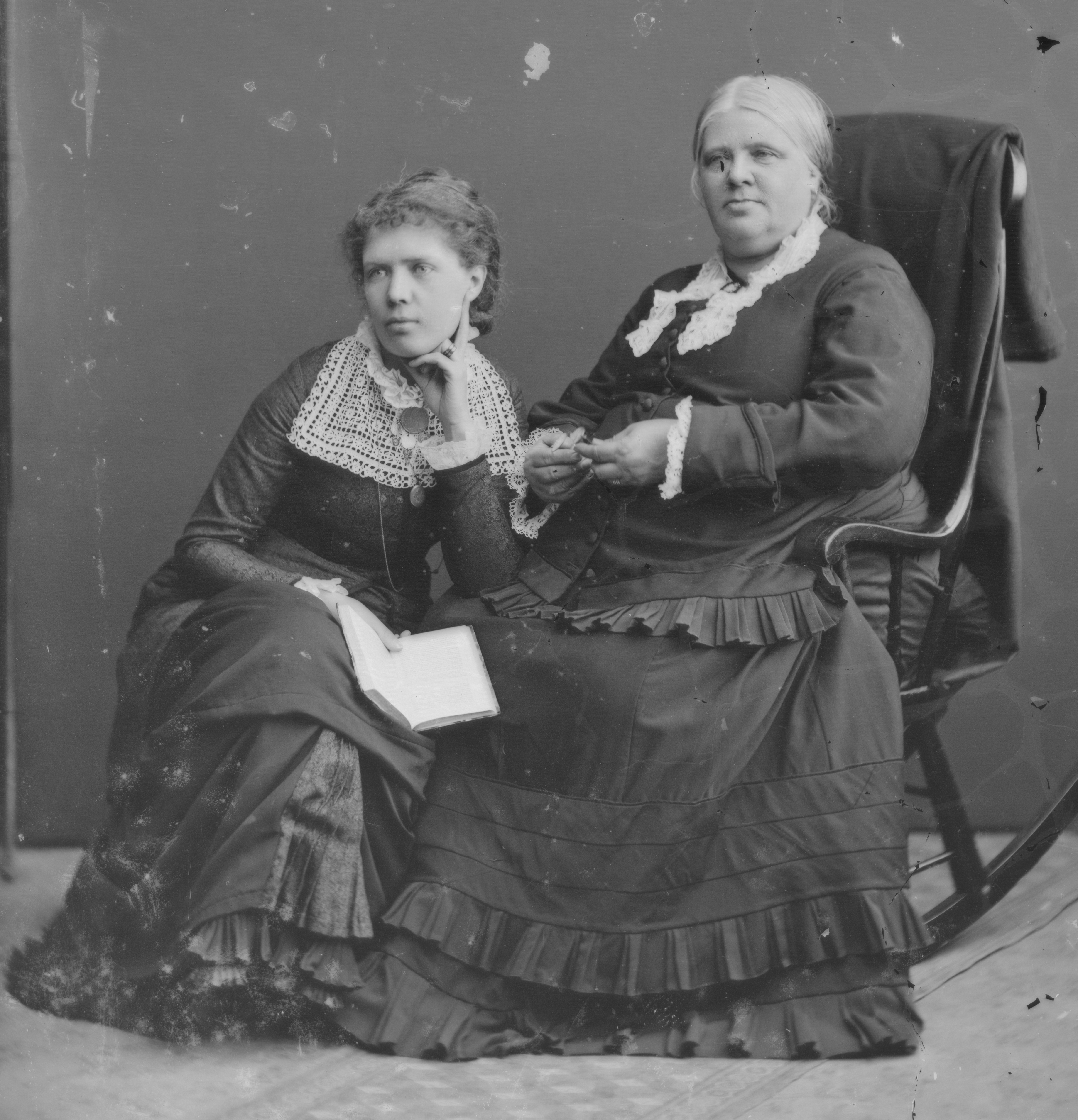
Anne Charlotte Leffler och Gustava Mittag-Leffler.
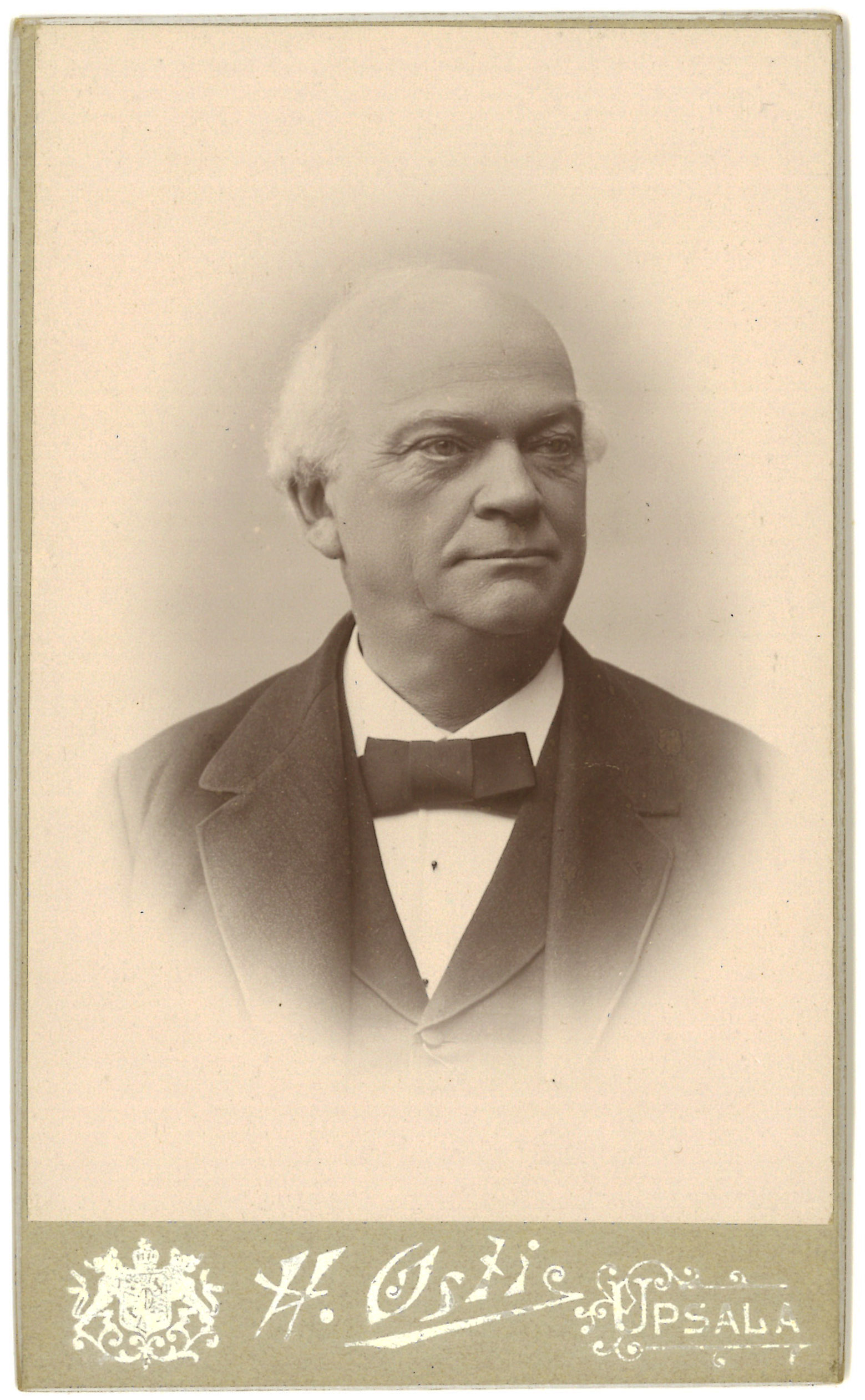
Professorn i filosofi Carl Yngve Sahlin.
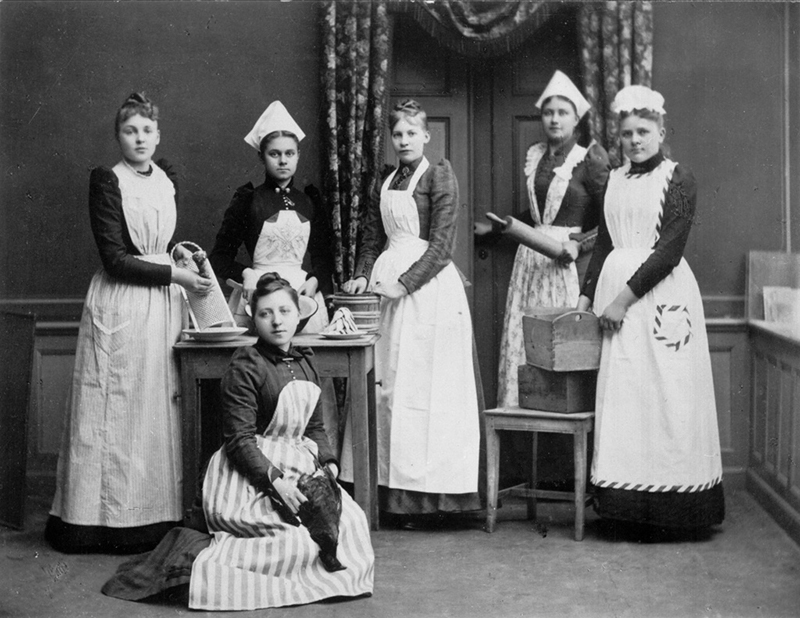
Elever vid Uppsala Hushållsskola c:a 1900.

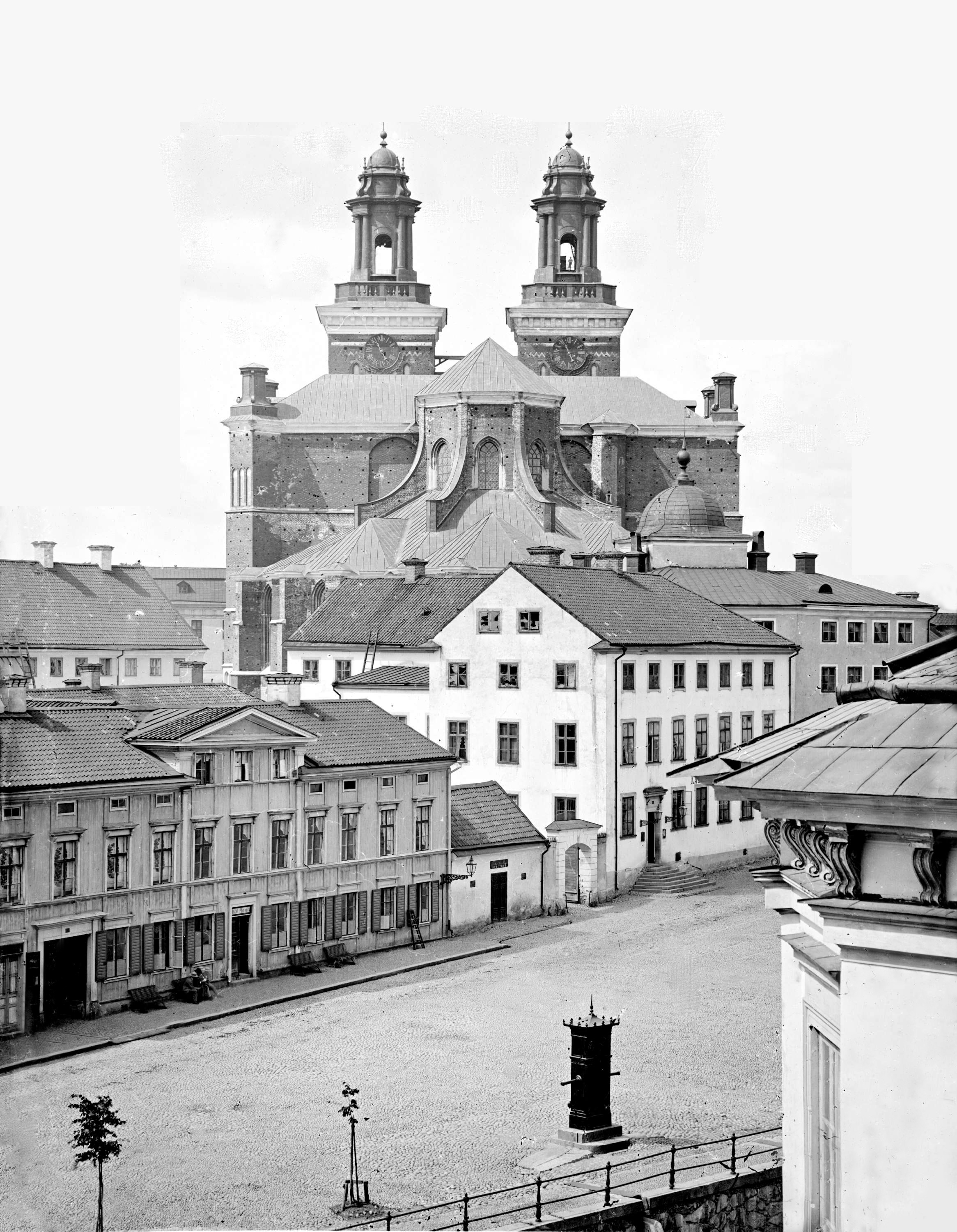
Fyristorg på 1860-talet.
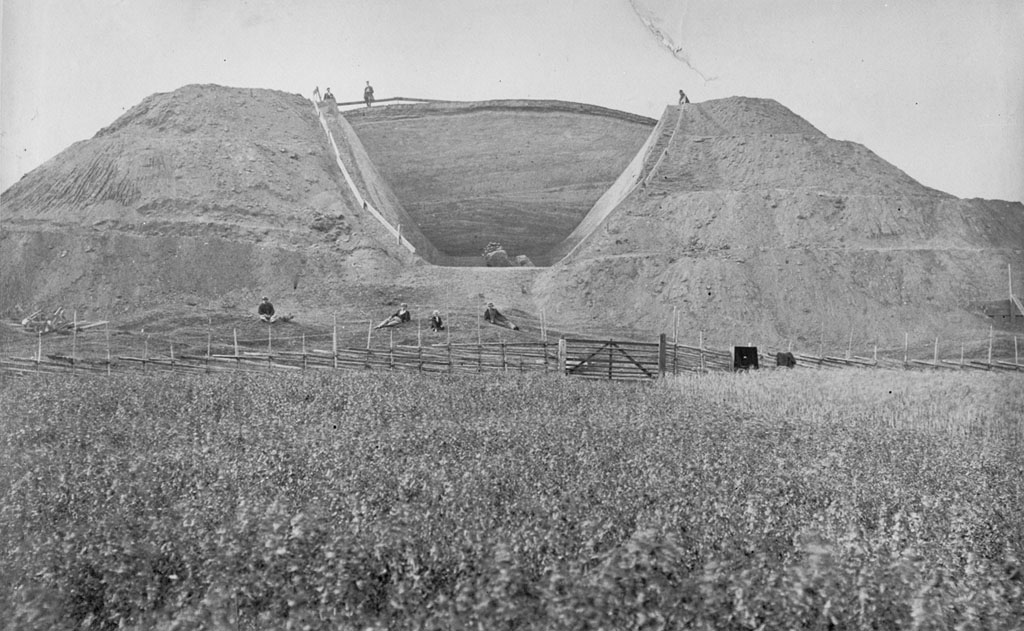
Uppsala högar 1874.
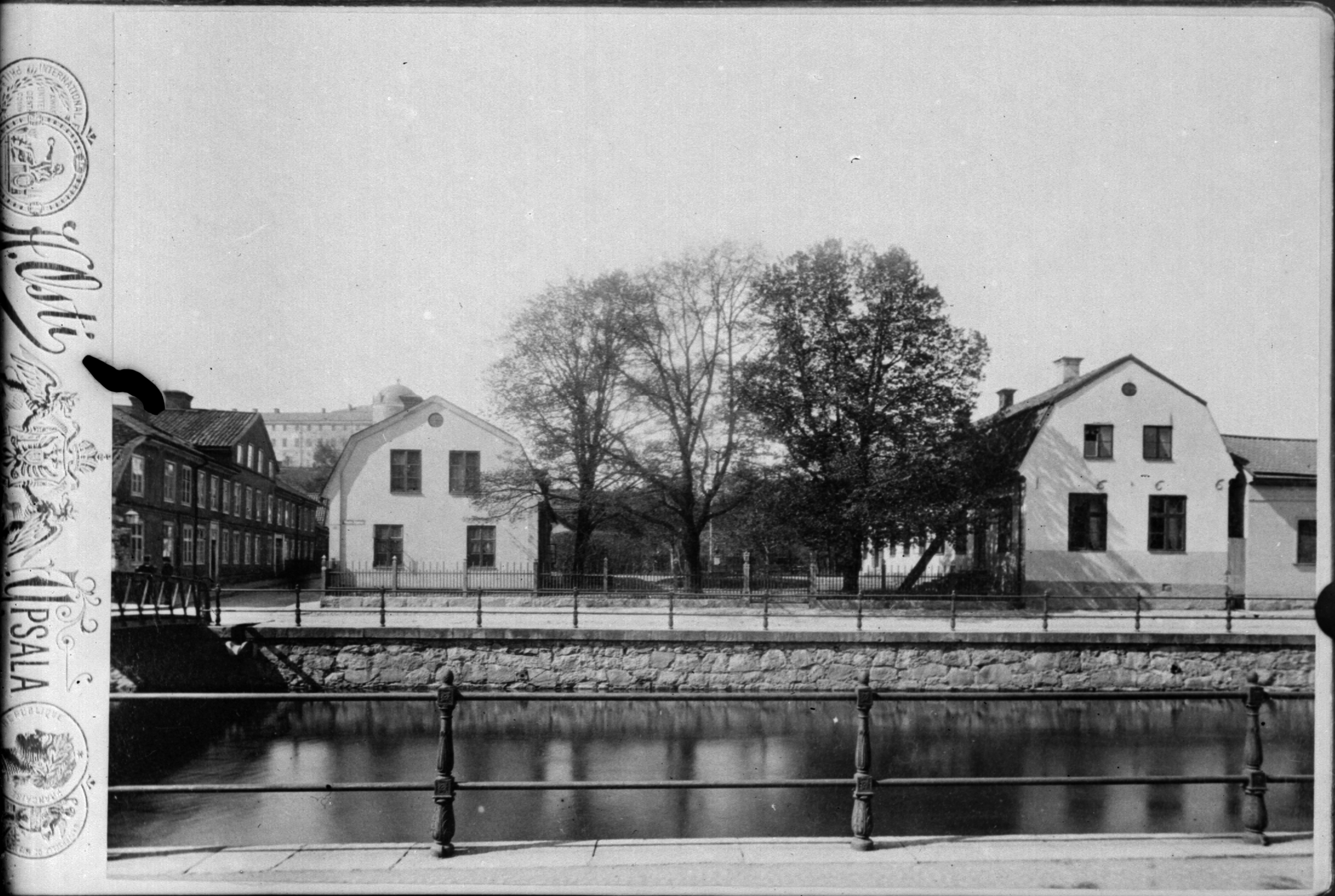
Västgöta nation 1886.